# Aulis Sallinen
Aulis Sallinen (* 9. dubna 1935) je finský skladatel vážné hudby. Komponuje v moderním, ale ne experimentálním hudebním stylu. Vystudoval Sibeliovu akademii, kde ho učil například slavný finský autor Joonas Kokkonen. Mezi jeho nejslavnější zakázky patří například skladby pro Kronos Quartet. Mimo jiné napsal 6 oper, 8 symfonií, nespočet koncertů a komorních skladeb. Roku 1978 získal cenu Severské rady za svou operu Ratsumies (Jezdec na koni).

## Dětství a studia
Sallinen se narodil v Salmi, v oblasti obsazené Sovětským svazem, když mu bylo devět let. V dětství se učil na housle a klavír, oblíbil si jazz i klasickou hudbu. Jako dítě byl neobyčejně kreativní, spoustu času trávil pouhou improvizací. Poté, co začal své skladby zapisovat, se rozhodl nastoupit na Sibeliovu akademii, kde byl pod dozorem mnoha prestižních osobností.

## Mladá léta
Po vystudování Sallinen přijal místo učitele skladby na Sibeliově akademii a pokračoval v tvorbě. Ve 25 letech byl jmenován do čela Finského rozhlasového symfonického orchestru. O deset let později se stal ředitelem Rady finských skladatelů. Ačkoli šlo o uznávaného profesora a člena mnoha vrcholných organizací, jeho hudba se stále nedostala do veřejného povědomí. Zlom nastal až v momentě, kdy byl finskou vládou jmenován Profesorem živých umění, což mu umožnilo získat finanční prostředky a věnovat se tak víc tvorbě.

## Současný život
Po získání titulu Sallinen věnoval spoustu času své hudbě. Vzkřísil tradiční formy a harmonie, ale spojuje je velmi moderními způsoby. Obdržel nespočet zakázek od renomovaných hudebních skupin. Složil osm symfonií, založených např. na baletu Pán Prstenů, nebo na dvou středověkých finských skladbách ze starého sborníku Piae Cantiones. Napsal šest oper a je známý složením titulní skladby alba Winter was hard smyčcového kvarteta Kronos Quartet.
Ačkoli Sallinenův život zůstává stále poměrně zastřen tajemstvím, jde o všeobecně velmi uznávaného skladatele.

## Dílo

### Symfonie
- Symfonie No. 1, Op. 24 (1971)
- Symfonie No. 2 Symfonický dialog, Op. 29 (1972)
- Symfonie No. 3, Op. 35 (1975)
- Symfonie No. 4, Op. 49 (1979)
- Symfonie No. 5 Washingtonské mozaiky, Op. 57 (1985-1987)
- Symfonie No. 6 Zápisky z Nového Zélandu, Op. 65 (1990)
- Symfonie No. 7 Sen o Gandolfovi, Op. 71 (1996)
- Symfonie No. 8 Podzimní střípky, Op. 81 (2001)

### Skladby pro orchestr
- Mauermusik, Op. 7 (1963)
- Variace pro orchestr, Op. 8 (1963)
- Chorali, Op. 22 (1970)
- Komorní hudba I, Op. 38 (1975)
- Komorní hudba II, Op. 41 (1976)
- Dies Irae pro soprán, bas, mužský sbor a orchestr, Op. 47 (1978)
- Stíny, Op. 52 (1982)
- Komorní hudba III, Noční tance Dona Quijota, Op. 58 (1983; violoncello, smyčce)
- Serenáda východu Slunce, Op. 63 (1989)
- Písně života a smrti, Op. 69 (1995; bariton, sbor, orchestr)
- Palácová rapsodie, Op. 72 (1996)
- Tango overtura pro piáno a smyčce, Op. 74b (1997)
- Slavnostní overtura, Op. 75 (1997)
- Komorní hudba IV, Metamorfóza pro piáno a smyčce, Op. 79 (2000)
- Komorní hudba V, Barabášské variace, Op. 80 (2000)
- Komorní hudba VI, Trois invitations au voyage, Op. 88 (2006)

### Koncerty
- Houslový koncert, Op. 18 (1968)
- Koncert pro violoncello, Op. 44 (1977)
- Koncert pro flétnu Harlekiini, Op. 70 (1995)
- Koncert pro lesní roh Campane ed Arie, Op. 82 (2002)
- Komorní koncert pro housle, piáno a komorní orchestr, Op. 87 (2005)

### Komorní hudba
- Smyčcový kvartet No. 1, Op. 14 (1958)
- Smyčcový kvartet No. 2 Canzona, Op. 4 (1960)
- Quattro per quattro, Op. 12 (1965)
- Smyčcový kvartet No. 3 Útržky pohřebního pochodu Hintrika Peltoniemiho, Op. 19 (1969)
- Čtyři etudy pro housle a piáno, Op.21 (1970)
- Smyčcový kvartet No. 4 Tiché písně, Op. 25 (1971)
- Sonáta pro sólové violoncello, Op. 26 (1971)
- Metamorphora pro violoncello a piáno, Op. 34 (1974)
- Smyčcový kvartet No. 5 Dílky mozaiky, Op. 54 (1983)
- Z labutí písně, pro violoncello a piáno, Op. 67 (1991)
- Klavírní kvintet ...des morceaux oublies (...ze zapomenutých písní), Op. 85 (2004)
- Sonáta pro violoncello, Op. 86 (2005)

### Opery
- Jezdec na koni, Op. 32 (1974, Ratsumies)
- Červená linie, Op. 46 (1978)
- Král pokračuje do Francie, Op.53 (1983, Kuningas lähtee Ranskaan)
- Kullervo, Op. 61 (1988)
- Palác, Op.68 (1991-1993, Palatsi)
- Král Lear, Op. 76 (1999)

## Vybrané ukázky
- Symfonie 1 a 7
- Kullervo
- Stíny; Symfonie 4 a 5; Komorní hudba III